# Ginorite
La ginorite è un minerale.